# Frits Pirard
Frits Pirard (né le 8 décembre 1954 à Bréda) est un coureur cycliste néerlandais.

## Biographie
Professionnel de 1978 à 1987, il a notamment remporté la première étape du Tour de France 1983. Son frère Frank et sa fille Christa ont également été cyclistes professionnels.

## Palmarès sur route

### Palmarès amateur
- 1973
  - Omloop van Walcheren
  - 5e étape de la Flèche du Sud
- 1974
  - Circuit du Sud
- 1975
  - Ster van Zwolle
  - 5e étape du Tour d'Écosse
  - 3e du Hel van het Mergelland
- 1976
  - Omloop van de Krimpenerwaard
  - Omloop van de Mijnstreek
  - 3e du Ronde van Zuid-Holland
- 1977
  - 2eb étape de l'Olympia's Tour
  - 4e et 5e étapes du Tour de Bohême
  - Kersenronde
  - 2e de la Ster van Zwolle
  - 2e du championnat des Pays-Bas sur route militaires
  -  Médaillé d'argent du championnat du monde sur route militaires
  - 3e du Circuit Het Volk amateurs
- 1978
  - Grand Prix of Essex
  - Ronde van Midden-Nederland
  - Omloop van de Mijnstreek
  - Circuit du Sud
  - 3e étape du Tour du Hainaut occidental
  - 1reb étape de la Coors Classic
  - 2e du Tour d'Overijssel
  - 3e du Ronde van Zuid-Holland

### Palmarès professionnel
| - 1979 - 2e étape du Critérium du Dauphiné libéré - Grand Prix de Plouay - 2e du Grand Prix de Denain - 7e de l'Amstel Gold Race - 1980 - 3e du Grand Prix d'ouverture La Marseillaise - 3e du Grand Prix de Bessèges - 1981 - 2e étape du Tour du Tarn - 2e du Tour des Flandres - 10e de Liège-Bastogne-Liège - 1983 - 1re étape du Tour de France - 3e de Sassari-Cagliari - 3e du Championnat de Zurich | - 1985 - 3ea étape du Tour de la Communauté valencienne - 2e du Tour de la Communauté valencienne - 1986 - 2e du Grand Prix E3 - 3e du Tour de Frise - 1987 - Grand Prix de l'UCB - 3e du Grand Prix d'Antibes - 1988 - 2e du Tour de Frise |  |

## Résultats sur les grands tours

### Tour de France
2 participations
- 1981 : 94e
- 1983 : 42e, vainqueur de la 1re étape

### Tour d'Italie
3 participations
- 1983 : 38e
- 1984 : 69e
- 1985 : 92e

### Tour d'Espagne
1 participation
- 1979 : 54e

## Palmarès sur piste

### Championnats des Pays-Bas
- 1979
  -  Champion des Pays-Bas des 50 km
- 1986
  -  Champion des Pays-Bas de la course aux points